# Поляков, Александр Прокофьевич
Алекса́ндр Проко́фьевич Поляко́в (род. 19 января 1933, Москва, СССР) — советский и российский философ

 и книгоиздатель, специалист по русской философии. Главный редактор и директор издательств «Политиздат», «Республика» и «Мир философии». Один из авторов «Атеистического словаря», «Краткого словаря по философии», «Философского энциклопедического словаря», «Философского словаря», «Этического словаря», словаря «Русская философия», «Философской энциклопедии» и энциклопедии «Русская философия».

## Биография
Родился 19 января 1933 года в Москве. 
В 1956 году окончил философский факультет МГУ имени М. В. Ломоносова. 
В 1960 году окончил под научным руководством П. С. Попова аспирантуру по кафедре философии Московского областного педагогического института имени Н. К. Крупской. 
Работал учителем истории в средней школе.
В 1958—1971 годах работал редактором и заведующим редакции философской литературы издательства «Политиздат».
В 1971–1974 годах — сотрудник отдела пропаганды аппарата ЦК КПСС. 
В 1974–1977 годах — сотрудник Всесоюзного агентства по авторским правам и начальник Управления общественно-политической и научно-технической литературы. 
С 1977 года — главный редактор, а с 1986 года — директор издательства «Политиздат». 
С февраля 1992 по 2004 год — главный редактор и директор издательства «Республика».

## Издательская деятельность
Принимал участие в создании и редактировании ряда философских книжных серий:  «Библиотека этической мысли», «Мыслители XX века», «Над чем работают, о чём спорят философы» и «Философская библиотечка для юношества», в рамках которых издавались труды таких мыслителей как Н. А. Бердяев («О назначении человека»), И. А. Ильин, А. Камю, П. А. Кропоткин, А. Ф. Лосев, Н. О. Лосский («Бог и мировое зло» и «Чувственная, интеллектуальная и мистическая интуиция»), В. В. Розанов, П. Б. Струве («Patriotica: Политика, культура, религия, социализм»), Е. Н. Трубецкой («Смысл жизни»), С. Л. Франк, Э. Фромм, А. Шопенгауэр и К. Ясперс. Также участвовал в подготовке к изданию сочинений К. Маркса, Ф. Энгельса и В. И. Ленина. Под его руководством издательства «Политиздат» и «Республика» выпустили труды таких известных философов и социологов как: В. Г. Афанасьев, П. П. Гайденко, Б. А. Грушин, Ю. Н. Давыдов, Э. В. Ильенков, Б. М. Кедров, И. С. Кон, Н. И. Лапин, А. И. Ракитов, И. Т. Фролов и В. С. Швырёв.

## Научные труды

### Словари и энциклопедии
Философская энциклопедия
- Поляков А. П. Зеньковский В. В. // Философская энциклопедия : в 5 т. / глав. ред. Ф. В. Константинов. — М.: Советская энциклопедия, 1962. — Т. 2 : Дизъюкция — Комическое. — 575 с. — 69 500 экз.
- Поляков А. П. Иванов В. И. // Философская энциклопедия : в 5 т. / глав. ред. Ф. В. Константинов. — М.: Советская энциклопедия, 1962. — Т. 2 : Дизъюкция — Комическое. — 575 с. — 69 500 экз.
- Поляков А. П. Карсавин Л. П. // Философская энциклопедия : в 5 т. / глав. ред. Ф. В. Константинов. — М.: Советская энциклопедия, 1962. — Т. 2 : Дизъюкция — Комическое. — 575 с. — 69 500 экз.
- Поляков А. П. Кистяковский Б. А. // Философская энциклопедия : в 5 т. / глав. ред. Ф. В. Константинов. — М.: Советская энциклопедия, 1962. — Т. 2 : Дизъюкция — Комическое. — 575 с. — 69 500 экз.
- Поляков А. П. Коркунов Н. М. // Философская энциклопедия : в 5 т. / глав. ред. Ф. В. Константинов. — М.: Советская энциклопедия, 1964. — Т. 3 : Коммунизм — Наука. — 584 с. — 65 300 экз.
- Поляков А. П. Лаппо-Данилевский А. С. // Философская энциклопедияН : в 5 т. / глав. ред. Ф. В. Константинов. — М.: Советская энциклопедия, 1964. — Т. 3 : Коммунизм — Наука. — 584 с. — 65 300 экз.
- Поляков А. П. Мережковский Д. С. // Философская энциклопедия : в 5 т. / глав. ред. Ф. В. Константинов. — М.: Советская энциклопедия, 1964. — Т. 3 : Коммунизм — Наука. — 584 с. — 65 300 экз.
- Поляков А. П. Мечников Л. И. // Философская энциклопедия : в 5 т. / глав. ред. Ф. В. Константинов. — М.: Советская энциклопедия, 1964. — Т. 3 : Коммунизм — Наука. — 584 с. — 65 300 экз.
- Поляков А. П. Милюков П. Н. // Философская энциклопедия : в 5 т. / глав. ред. Ф. В. Константинов. — М.: Советская энциклопедия, 1964. — Т. 3 : Коммунизм — Наука. — 584 с. — 65 300 экз.
- Поляков А. П. Минский Н. М. // Философская энциклопедия : в 5 т. / глав. ред. Ф. В. Константинов. — М.: Советская энциклопедия, 1964. — Т. 3 : Коммунизм — Наука. — 584 с. — 65 300 экз.
- Поляков А. П. Новгородцев П. И. // Философская энциклопедия : в 5 т. / глав. ред. Ф. В. Константинов. — М.: Советская энциклопедия, 1967. — Т. 4 : Наука логики — Сигети. — 591 с. — 66 000 экз.
- Поляков А. П. Петражицкий Л. И. // Философская энциклопедия : в 5 т. / глав. ред. Ф. В. Константинов. — М.: Советская энциклопедия, 1967. — Т. 4 : Наука логики — Сигети. — 591 с. — 66 000 экз.
- Поляков А. П. Радлов Э. Л. // Философская энциклопедия : в 5 т. / глав. ред. Ф. В. Константинов. — М.: Советская энциклопедия, 1967. — Т. 4 : Наука логики — Сигети. — 591 с. — 66 000 экз.
- Поляков А. П. Символизм // Философская энциклопедия : в 5 т. / глав. ред. Ф. В. Константинов. — М.: Советская энциклопедия, 1970. — Т. 5 : Сигнальные системы — Яшты. — 740 с. — 60 500 экз.
- Поляков А. П. Трубецкой С. Н. // Философская энциклопедия : в 5 т. / глав. ред. Ф. В. Константинов. — М.: Советская энциклопедия, 1970. — Т. 5 : Сигнальные системы — Яшты. — 740 с. — 60 500 экз.
- Поляков А. П. Эрн В. Ф. // Философская энциклопедия : в 5 т. / глав. ред. Ф. В. Константинов. — М.: Советская энциклопедия, 1970. — Т. 5 : Сигнальные системы — Яшты. — 740 с. — 60 500 экз.

Философский энциклопедический словарь
- Поляков А. П. «Вехи» // Философский энциклопедический словарь / Гл. редакция: Л. Ф. Ильичёв, П. Н. Федосеев, С. М. Ковалёв, В. Г. Панов. — М.: Советская энциклопедия, 1983. — 840 с. — 150 000 экз.
- Поляков А. П. Лопатин Л. М. // Философский энциклопедический словарь / Гл. редакция: Л. Ф. Ильичёв, П. Н. Федосеев, С. М. Ковалёв, В. Г. Панов. — М.: Советская энциклопедия, 1983. — 840 с. — 150 000 экз.
- Поляков А. П. Трубецкой С. Н. // Философский энциклопедический словарь / Гл. редакция: Л. Ф. Ильичёв, П. Н. Федосеев, С. М. Ковалёв, В. Г. Панов. — М.: Советская энциклопедия, 1983. — 840 с. — 150 000 экз.
- Поляков А. П. Эрн В. Ф. // Философский энциклопедический словарь / Гл. редакция: Л. Ф. Ильичёв, П. Н. Федосеев, С. М. Ковалёв, В. Г. Панов. — М.: Советская энциклопедия, 1983. — 840 с. — 150 000 экз.

Краткий словарь по философии
- Поляков А. П. Дух // Краткий словарь по философии / Азаров Н. И., Айзикович А. С., Аникеев Н. П. и др.; Под общ. ред. И. В. Блауберга, И. К. Пантина. — 4-е изд. — М.: Политиздат, 1982. — 431 с.
- Поляков А. П. Вера // Краткий словарь по философии / [Азаров Н. И., Айзикович А. С., Аникеев Н. П. и др.; Под общ. ред. И. В. Блауберга, И. К. Пантина. — 4-е изд. — М.: Политиздат, 1982. — 431 с.
- Поляков А. П. Интуитивизм // Краткий словарь по философии / Азаров Н. И., Айзикович А. С., Аникеев Н. П. и др.; Под общ. ред. И. В. Блауберга, И. К. Пантина. — 4-е изд. — М.: Политиздат, 1982. — 431 с.
- Поляков А. П. Мистика // Краткий словарь по философии / Азаров Н. И., Айзикович А. С., Аникеев Н. П. и др.; Под общ. ред. И. В. Блауберга, И. К. Пантина. — 4-е изд. — М.: Политиздат, 1982. — 431 с.

Философский словарь
- Поляков А. П. Богостроительство // Философский словарь / А. И. Абрамов и др.; под ред. И. Т. Фролова. - 7-е изд. перераб. и доп. – М.: Республика, 2001. — С. 70. – 719 с.
- Поляков А. П. Грановский Тимофей Николаевич // Философский словарь / А. И. Абрамов и др.; под ред. И. Т. Фролова. - 7-е изд. перераб. и доп. – М.: Республика, 2001. — С. 133–134. – 719 с.
- Поляков А. П. Достоевский Фёдор Михайлович // Философский словарь / А. И. Абрамов и др.; под ред. И. Т. Фролова. - 7-е изд. перераб. и доп. – М.: Республика, 2001. — С. 169–170. – 719 с.
- Поляков А. П. Кропоткин Пётр Алексеевич // Философский словарь / А. И. Абрамов и др.; под ред. И. Т. Фролова. - 7-е изд. перераб. и доп. – М.: Республика, 2001. — С. 268–269. – 719 с.
- Поляков А. П. Леонтьев Константин Николаевич // Философский словарь / А. И. Абрамов и др.; под ред. И. Т. Фролова. - 7-е изд. перераб. и доп. – М.: Республика, 2001. — С. 286. – 719 с.
- Поляков А. П. Лесевич Владимир Викторович // Философский словарь / А. И. Абрамов и др.; под ред. И. Т. Фролова. - 7-е изд. перераб. и доп. – М.: Республика, 2001. — С. 287–288. – 719 с.
- Поляков А. П. Лосский Николай Онуфриевич // Философский словарь / А. И. Абрамов и др.; под ред. И. Т. Фролова. - 7-е изд. перераб. и доп. – М.: Республика, 2001. — С. 287–288. – 719 с.
- Поляков А. П. Мечников Лев Ильич // Философский словарь / А. И. Абрамов и др.; под ред. И. Т. Фролова. - 7-е изд. перераб. и доп. – М.: Республика, 2001. — С. 331. – 719 с.
- Поляков А. П. Соловьёв Владимир Сергеевич // Философский словарь / А. И. Абрамов и др.; под ред. И. Т. Фролова. - 7-е изд. перераб. и доп. – М.: Республика, 2001. — С. 522–523. – 719 с.
- Поляков А. П. Хомяков Алексей Степанович // Философский словарь / А. И. Абрамов и др.; под ред. И. Т. Фролова. - 7-е изд. перераб. и доп. – М.: Республика, 2001. — С. 641–642. – 719 с.
- Поляков А. П. Шестов Лев Исаакович // Философский словарь / А. И. Абрамов и др.; под ред. И. Т. Фролова. - 7-е изд. перераб. и доп. – М.: Республика, 2001. — С. 665–666. – 719 с.

### Статьи
- Поляков А. П. Критика махизма, богоискательства и богостроительства // Ленин как философ / Под ред. М. М. Розенталя; Акад. обществ. наук при ЦК КПСС. — М.: Политиздат, 1969. — 445 с.
- Поляков А. П. Издательство Республика: развитие традиций // Полис. Политические исследования. — 1999. — № 5. — С. 177.